# Laertes (Mythologie)
Laertes oder Laërtes (altgriechisch Λαέρτης Laértēs, lateinisch Laertes oder Laerta) ist eine Gestalt der Griechischen Mythologie. Er war König von Ithaka und Vater des Sagenhelden Odysseus.

## Mythos
Laertes war der Sohn des Arkeisios und der Chalkomedusa sowie Gemahl der Antikleia, mit der er den Sohn Odysseus und die Tochter Ktimene hatte. Nachhomerische Autoren ließen ihn an der Argonautenfahrt und an der Jagd auf den Kalydonischen Eber teilnehmen. Manche antiken Schriftsteller bestritten auch, dass Laërtes der Vater des Odysseus war; dieser sei vielmehr in Wirklichkeit der Sohn des Sisyphos und der Antikleia gewesen, die dann als bereits Schwangere mit Laertes vermählt worden sei. Die drei großen griechischen Tragödiendichter benützten diese Sagenversion dann, wenn sie Widersacher des Odysseus das Wort ergreifen ließen.
Unklar ist, weshalb Laertes, obwohl er noch gesund war, Odysseus die Herrschaft übergab und sich auf ein Landgut zurückzog. Odysseus übte jedenfalls die Regierung, die er sehr mildtätig führte, bereits einige Zeit vor seiner Teilnahme am Trojanischen Krieg aus. Während Antikleia wegen des langen Fernbleibens ihres Sohnes in diesem Kriege und seiner anschließenden Irrfahrten vor Gram starb, führte der trauernde Vater ein abgeschiedenes hartes und asketisches Leben. Als Odysseus schließlich als verschollen galt, ließen es sich aufdringliche Freier der Penelope in seinem Palast wohlergehen. Nach seiner Rückkehr tötete der Held alle Freier und suchte dann seinen betagten Vater auf dessen Landgut auf. Nachdem er Laertes’ Gesinnung mit einer Lügengeschichte geprüft hatte, gab er sich ihm zu erkennen, und es kam zu einer rührenden Begrüßung zwischen Vater und Sohn. Der freudige Laertes kleidete sich nun wieder seiner Würde gemäß und kämpfte, von Athene mit alter Kraft versehen, mit Odysseus und dessen Sohn Telemachos sowie treuem Gesinde gegen Mitglieder der mächtigen Familien der erschlagenen Freier, wobei er Eupeithes, den Vater des Antinoos, mit einem Speerwurf tötete. Athene trennte die Konfliktparteien mit einer lautstarken Mahnung und stellte den Frieden zwischen Odysseus und seinen Untertanen wieder her.
Laertes starb im dritten Jahr nach der Heimkehr des Odysseus.

## Rezeption
Cicero sieht in Laertes’ Landarbeit die Absicht, den Schmerz um seinen Sohn zu lindern.
Ovid erwähnt in Penelopes Brief an Odysseus Laertes mehrmals.
Laertes nannten eine Figur sowohl William Shakespeare in Hamlet (1604) als auch Johann Wolfgang von Goethe in Wilhelm Meisters Lehrjahre (1795/96).